# Allium pangasicum
Allium pangasicum är en amaryllisväxtart som beskrevs av Turak. Allium pangasicum ingår i släktet lökar, och familjen amaryllisväxter. Inga underarter finns listade i Catalogue of Life.